# 곽정훈
곽정훈(郭正勳, 1981년 5월 12일 ~ )는 전 KBO 리그 삼성 라이온즈의 야구 선수인 외야수이다. KBO 홈페이지의 선수조회에서 선수검색에 나오지 않았다.

## 출신학교
- 강릉고등학교
- 영남대학교